# Isaac Lawrence Milliken

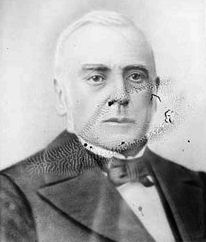
Isaac Lawrence Milliken

Isaac Lawrence Milliken (* 29. August 1815 in Saco, Massachusetts; † 2. Dezember 1885 in Chicago, Illinois) war ein US-amerikanischer Politiker. In den Jahren 1854 und 1855 war er Bürgermeister der Stadt Chicago.

## Werdegang
Der im heutigen Maine geborene Isaac Milliken absolvierte eine Lehre im Schmiedehandwerk. Seit 1837 lebte er in Chicago, wo er eine Schmiede betrieb. Nach einem Jurastudium wurde er als Rechtsanwalt zugelassen. Politisch war er Mitglied der Demokratischen Partei. Zwei Mal wurde er in den Stadtrat von Chicago gewählt. Außerdem wurde er stellvertretender Bezirksrichter. Überdies gehörte er dem Gesundheitsausschuss seiner Stadt an.
1854 wurde Milliken zum Bürgermeister von Chicago gewählt. Diese Position bekleidete er als Nachfolger von Charles McNeill Gray für eine Amtszeit von 1854 bis 1855. Nach dem Ende seiner Zeit als Bürgermeister blieb er im öffentlichen Dienst und wurde Polizeirichter. Später wechselte er zur Republikanischen Partei. Er starb am 2. Dezember 1885 in Chicago.